# Henry Cowell
Henry Dixon Cowell (ur. 11 marca 1897 w Menlo Park w USA, zm. 10 grudnia 1965 w Shady Hill koło Nowego Jorku) – amerykański kompozytor, pianista, muzykolog, teoretyk muzyki, publicysta i organizator życia koncertowego. Obok Ch. Ivesa jeden z największych innowatorów w historii XX-wiecznej muzyki amerykańskiej.

## Życiorys
Wychowywał się w San Francisco oraz na farmach rodzinnych w Kansas, Iowie i Oklahomie. W wieku 14 lat nauczył się gry na fortepianie, a mając 15 lat dał pierwszy koncert w San Francisco (złożony z własnych, eksperymentalnych kompozycji fortepianowych). Jako 17-latek studiował w University of California w Berkeley pod kierunkiem Charlesa Seegera. Za jego namową Cowell opisał swe nowatorskie poglądów i doświadczenia z lat 1916-19 w pracy pt. New Musical Resources z 1919 r. (wyd. 1930, wznowienie 1969 w Nowym Jorku). Była to, obok krótkiego studium Some 'Quarter-tone Impressions Ivesa, jedna z pierwszych amerykańskich rozpraw teoretycznych poświęconych nowej muzyce.
Jako stypendysta Fundacji Guggenheima wyjechał do Berlina, gdzie w latach 1931-32 podczas zajęć z muzykologii porównawczej u Ericha von Hornbostela zainteresował się muzyką kręgu pozaeuropejskiego; później pogłębiał wiedzę o muzyce Bliskiego Wschodu (bardziej z pobudek estetycznych niż religijnych). W latach 1923–33 koncertował w Europie, a następnie w Stanach Zjednoczonych, zapoznając publiczność głównie z własnymi kompozycjami, które poprzedzał dowcipnymi i często ironicznymi komentarzami.
W 1927 założył czasopismo New Music Quarterly (był jego redaktorem do 1936), na łamach którego publikował partytury współczesnych kompozytorów (m.in. Ch. Ivesa: fragment IV Symfonii, The Fourth of July, Washington's Birthday oraz zbiory 34 Songs i 19 Songs; A. Weberna, A. Schönberga, Rugglesa, Rieggera, Beckera, Varèse'a).
Cowell był zapalonym propagatorem twórczości współczesnych kompozytorów, przede wszystkim amerykańskich: wydał American Composers on American Music (1933), wspólnie z żoną Sidney Cowell napisał monografię Charles Ives and His Music (1955).
W 1928 zorganizował wraz z E. Varèse'em, C. Salzedą i C. Chávezem Pan American Association of Composers. Był ponadto członkiem: Leage of Composers, International Composers' Guild. National Institute of Arts and Letters (od 1951), przewodniczył American Composers Alliance (1951-55).
W latach 1928-63 był dyrektorem New School of Social Research w Nowym Jorku, wykładał również w Columbia University (1949-65), a odczyty wygłaszał na wielu innych uczelniach obu Ameryk, w Europie i Azji. Studiowali u niego m.in. G. Gershiwn, L. Harrison i J. Cage.
W latach 1956-57 odbył podróż do krajów azjatyckich (Turcja, Liban, Iran, Pakistan, Indie, Japonia) w celu studiowania muzyki orientalnej, zwłaszcza perskiej i hinduskiej.

## Twórczość
Dorobek twórczy Cowella jest olbrzymi i obejmuje ponad 1000 utworów (nie wszystkie są wydane). Mając zaledwie 17 lat w swoim dorobku miał już ok. stu kompozycji.
Kompozytor inspirował się amerykańskimi pieśniami ludowymi i dawnymi hymnami (np. Old American Country Set na orkiestrę, Tales of our Countryside na fortepian i orkiestrę czy Hymn and Fuguing Tunes), folklorem irlandzkim (np. Celtic Set na zespół instrumentalny, IV Symfonia), a także muzyką pozaeuropejską, głównie orientalną. Cowell bardzo często stosował charakterystyczne modele rytmiczne i melodyczne Wschodu, a także egzotyczne instrumentarium (np. 2 koncerty na japońskie koto i orkiestrę, XIII Symfonia Madras na orkiestrę i hindusko-perskie instrumenty – table i jal-tarang).

### Klastery dźwiękowe (tone clusters) i inne eksperymenty związane z grą na fortepianie
Nowatorstwo Cowella przejawiało się szczególnie w muzyce fortepianowej powstającej w latach 1912-30. Poszukując nowych brzmień, jako pierwszy na szeroką skalę stosował i rozwinął technikę klasterów (tone clusters), polegającą na jednoczesnym uderzaniu kilku sąsiednich klawiszy (np. przedramieniem). Później na określenie owych klasterów używał terminu harmonika sekundowa (secondal harmonies), ponieważ opierała się na współbrzmieniu interwałów sekundy, w opozycji do tradycyjnej harmoniki dur-moll, której podstawę stanowi budowa tercjowa.
Cowell tak zdefiniował ideę klasterów dźwiękowych:
Klastery dźwiękowe (tone-clusters) są akordami zbudowanymi z małych sekund, które wywodzą się z górnego zakresu szeregu alikwotów i zyskują w ten sposób prawomocność. Przy budowaniu klasterów z sekund wielkich i małych, na wzór wielkich  małych tercji stosowanych w systemie tercjowym, zakładamy ścisłe podobieństwo obydwu systemów oraz ten sam zasób możliwości. Dochodzimy też do ścisłych odpowiedników: 1) sekunda wielka wraz z małą na górze daje, tworząc od C klaster C-D-Es; 2) sekunda mała z wielką na górze: C-Des-Es; 3) dwie sekundy małe: C-Des-Eses; 4) dwie skundy wielkie: C-D-E. Te cztery triady są podstawą dla wszystkich większych klasterów, które mogą zyskać wielką różnorodność dzięki licznym możliwym zestawieniom triad w obrębie obszerniejszych klasterów. (New Musical Resources, 1919, str. 118)
Harmonika sekundowa pojawiła się w wielu wczesnych utworach fortepianowych Cowella – po raz pierwszy w Adventure in Harmony (1911) – a także w kompozycjach na większy zespół instrumentalny: Koncercie fortepianowym (1930) czy Synchrony na orkiestrę i trąbkę solo (1931).
W latach 20. kompozytor wprowadził innowacje w zakresie sposobów wydobycia dźwięków z fortepianu, np. utwory Aeolian Harp i The Banshee, wykonywane są bezpośrednio na strunach fortepianu (pianista pociera, uderza lub szarpie struny).

### Eksperymenty metrorytmiczne
Drugim obszarem poszukiwań Cowella były zależności metrorytmiczne: badał on efekt równoczesnych przebiegów dźwiękowych o różnym czasie trwania. We wczesnych utworach usiłował wykorzystać polirytmię w przejrzystej, kilkugłosowej fakturze, np. utwór fortepianowy Fabric (1917) opiera się na proporcjach rytmicznych wysnutych z proporcji liczbowych szeregu harmonicznego. Trudności wykonawcze doprowadziły do stworzenia wspólnie z rosyjskim inżynierem Lwem Thereminem (Termenem) rhythmiconu – elektronicznego instrumentu mogącego jednocześnie odtwarzać symultanicznie bądź sukcesywnie efekty polirytmiczne w granicach do 16 rytmów. Kompozytor wykorzystał rhytmicon w połączeniu z tradycyjną orkiestrą w utworze Rhythmicana (1931). Prawykonanie tej kompozycji odbyło się dopiero w 1971. Partię rhythmiconu powierzono komputerowi, ponieważ oryginalny instrument już nie istniał.
Związki rytmu i harmonii oparte na proporcjach liczbowych szeregu harmonicznego są osnową Quartet Romantic (1917) oraz Quartet Euphometric (1919), noszących wspólną nazwę Rhythm-Harmony Quartets.

### Koncepcjaelastic form
Cowell wprowadził również prekursorską koncepcję elastic form. Pomysł ten zrodził się w związku z rozważaniami wokół muzyki baletowej i zakładał udział wykonawców w ustaleniu kształtu dzieła poprzez swobodny układ jego segmentów. Kompozytor wykorzystał ją m.in. w III Kwartecie smyczkowym Mosaic (1935) i American Suite (1935). Koncepcja elastic form była zapowiedzią formy otwartej i aleatoryzmu.

### Ważniejsze kompozycje

#### Muzyka orkiestrowa
21 symfonii: I (1916), II „Anthropos” (1939), III „Gaelic” (1942), IV „Short Symphony” (1946), V (1948), VI (1950-55), VI na małą orkiestrę (1952), VIII „Choral” na chór i orkiestrę (1952), IX (1953), X (1953), XI „7 Rituals of Music” (1954), XII (1956), XIII „Madras” na table, jala-tarang i orkiestrę (1958), XIV (1960), XV „Thesis” (1960), XVI „Icelandic” (1962), XVII „Lancaster” (1962), XVIII (1964), XIX (1964), XX (1965), XXI (1965)
Polyphonica (1925), Synchrony (1930), Old American Country Set (1939), Ancient Desert Drone (1940), American Melting Pot (1940), Saturday Night at the Firehouse (1948), Ongaku. Music or the Art and Science of Sound (1957), Music (1957), Antiphony na 2 orkiestry (1959), Chiaroscuro (1961)

#### Muzyka na instrument solowy i orkiestrę
Suita na fortepian perkusyjny o orkiestrę kameralną (1928), Koncert fortepianowy (1929), Rhythmicana na rytmikon i orkiestrę (ok. 1931), Tales of our Countryside na fortepian i orkiestrę (1941; zawiera Tides of Manaunaun na fortepian solo), Fiddler's Jig na skrzypce i orkiestrę smyczkową (1952), Persian Set na tar i orkiestrę kameralną (1956), Koncert na perkusję (1959), Koncert na akordeon (1961), Koncert na harmonikę (1961), I Koncert na koto (1962), II Koncert na koto (1965), Concerto grosso na pięć instrumentów i orkiestrę smyczkową (1963), Koncert na harfę (1965).

#### Muzyka kameralna
Kwartety smyczkowe: I „Pedantic” (1916), II „Movt” (1934), III „Mosaic” (1935), IV „Unitet Quartet” (1936), V (1956);
Quartet Romantic na 2 flety, skrzypce i altówkę (1917), Quartet Euphometric na kwartet smyczkowy (1919), Sound-form for Dance na flet, klarnet, fagot oraz zachodnią i azjatycką perkusję (1936), Ritual of Wonder na trąbkę, fortepian i perkusję (1937), Celtic Set na zespół instrumentalny (1939), Hymn and Fuguing Tunes nr 1-18 na różne instrumenty solowe i zespoły (1944-64), Set of Five na skrzypce, fortepian i perkusję (1952), Homage to Iran na skrzypce i fortepian (1957), Trio fortepianowe (1965)

#### Utwory fortepianowe
Adventure in Harmony (1911), The Tides of Manaunaun (1912), Advertisement (1914), Antimony (1914), Dynamic Motion (1914), Fabric (1917), Amiable Conversation (1917), Voice of Lir (1919), Aeolian Harp (1923), The Banshee (1925), Lilt of the Reel (1925), The Fairy Bells (1929), Sinister Resonance (1930), American Suite (1935), Rhythmicana (1938)

#### Pieśni na głos i fortepian
3 Antimodernist Songs (1938),

#### Utwory na chóra capella
The Coming of Light (1938), Ultima actio (1964)

#### Kompozycje na chór i orkiestrę
Thanksgiving Psalm from the Dead Sea Scrolls na chór mieszany i orkiestrę (1956), Edson Hymns and Fuguing Tunes na chór o orkiestrę lub organy (1961), The Creator na chór i orkiestrę (1963)

#### Opera
O'Higgins of Chile (1947-50; nieukończona)